# جيري شتاينر
جيري شتاينر (7 يناير 1918 في الولايات المتحدة - 1 فبراير 2012 في الولايات المتحدة) (بالإنجليزية: Jerry Steiner)‏ هو مدرب كرة سلة ولاعب كرة سلة أمريكي في مركز هجوم خلفي. لعب مع ديترويت بيستونز وIndianapolis Jets ‏.

## وصلات خارجية
- جيري شتاينر على موقع سبورتس رفرنس (الإنجليزية)